# Ruta 29
Ruta 29 (títol original: Track 29) és una pel·lícula britànica dirigida per Nicolas Roeg el 1988, escrit per Dennis Potter. Ha estat doblada al català

## Argument
La protagonista és Linda Henry, una dona desequilibrada que viu amb el seu marit Henry Henry, un cirurgià obsessionat per les maquetes de trens i amb tendències masoquistes fetitxistes. Linda ofega la seva trista vida en l'alcohol fins que arriba a la ciutat Martin (Gary Oldman), un jove estrany que al que coneix en una hamburgueseria i que la porta al passat per canviar la seva vida per sempre. Quan Linda tenia setze anys va ser violada i com a resultat, va tenir un fill al que va donar en adopció. Per a Linda, Martin, és una barreja de l'home que la va forçar però amb l'edat del fill que va tenir, cosa que provocarà una caiguda lliure en el seu descens cap a la bogeria.

## Repartiment
- Theresa Russell: Linda Henry
- Gary Oldman: Martin
- Christopher Lloyd: Henry Henry
- Colleen Camp: Arlanda
- Sandra Bernhard: Infermera Stein
- Seymour Cassel: Dr. Bernard Fairmont
- Leon Rippy: Trucker